# Prästeståndet i Finland

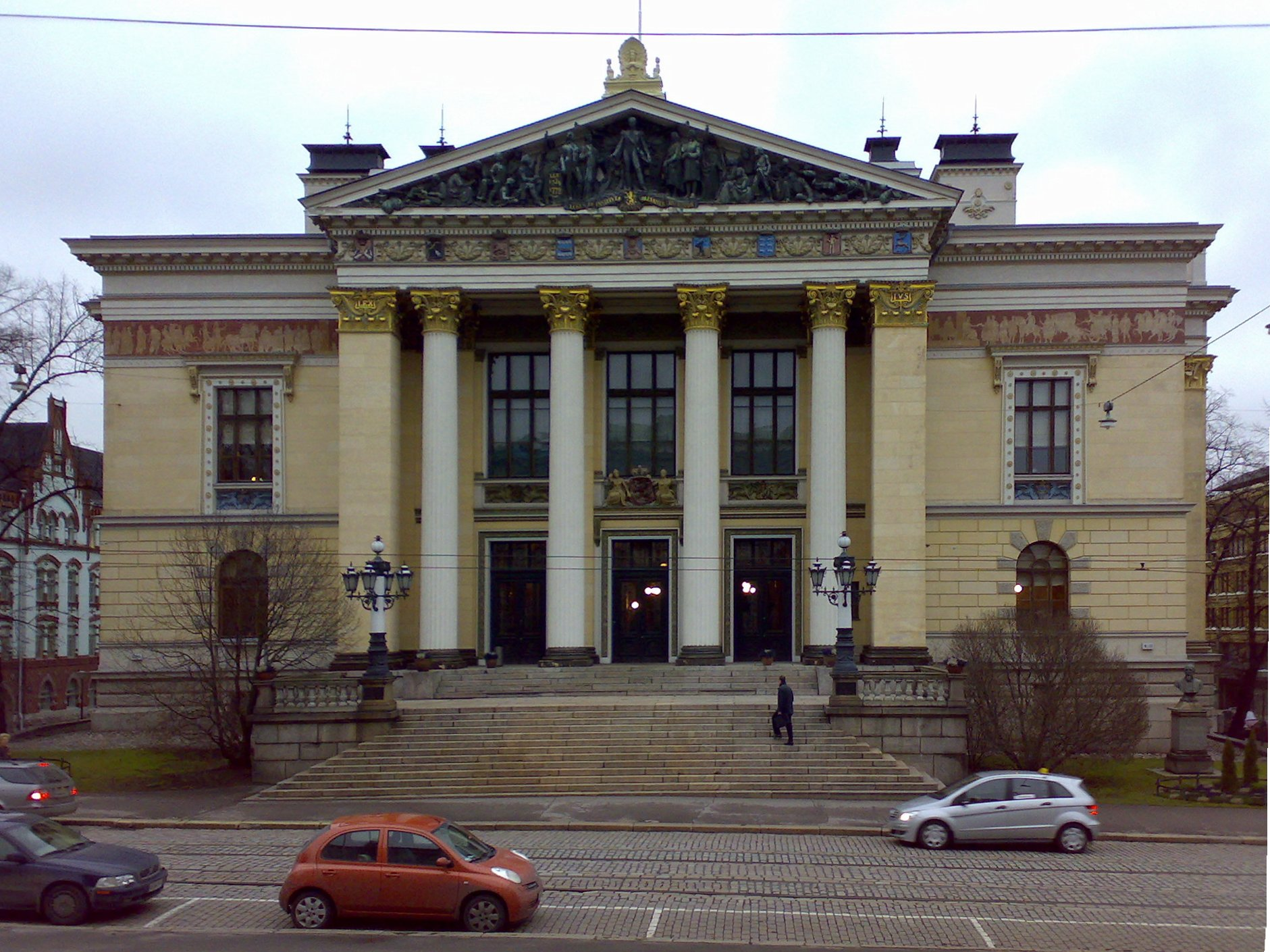
Ständerhuset i Helsingfors.

Prästeståndet var en politisk gruppering med representation vid lantdagarna i Storfurstendömet Finland fram till 1906. Det finländska prästeståndet uppkom efter det att representanter för de i Finland verkande delarna av den Svenska kyrkans prästerskap sammankallades till Borgå lantdag i mars 1809, och storfursten av Finland Alexander I utfäste sig att beakta det finländska prästeståndets privilegier.
I den finländska lantdagen fanns det fyra samhällsgrupper med politisk representationsrätt, vilka förutom prästeståndet var adelsståndet, borgarståndet och bondeståndet. Sammansättningen var en direkt följd av hur representationen sett ut i Sveriges ståndsriksdag. när länderna skiljes åt. I både Sverige och Finland räknades prästeståndet som det andra av ständerna efter adelsståndet. Utanför Norden utgjordes dock första ståndet av ett andligt frälse, medan världsligt frälse representerades i det andra ståndet.
Representationen inom prästeståndet utvidgades vid lantdagen 1869, genom att även universitets- och läroverkslärare fick utse representanter. År 1870 miste kyrkan ansvaret för skolväsendet i Finland. Prästerskapet uppfattades inte längre som de enda vilka kunde representera det bildade samhället, och akademisk utbildning hade blivit allt vanligare i de övriga stånden. Vid representationsreformen 1906 upplöstes formellt prästeståndet. Inom Evangelisk-lutherska kyrkan i Finland finns idag representation genom bland annat kyrkomötet och biskopsmötet.